# Rodrigo Romero
Pour les articles homonymes, voir Romero.
Rodrigo Nicolás Romero Aranda est un footballeur paraguayen né le 8 novembre 1982. Il évoluait au poste de gardien de but.

## Biographie
Avec le Paraguay, il atteint la finale du tournoi olympique à Athènes en 2004.

## Carrière
- 2002 :  General Caballero SC
- 2002-2003 :  Club Sportivo Trinidense
- 2003-2004 :  Club Nacional
- 2005 :  Club Sport Colombia
- 2005-2006 :  Club Nacional
- 2006-2007 :  Club Sportivo Trinidense
- 2008 :  Club Olimpia
- 2008 :  Club Atlético 3 de Febrero

## Palmarès
Avec le Paraguay olympique :
- Médaille d'argent aux Jeux olympiques d'été de 2004